# Молькін
Молькін — хутір у складі муніципальної одиниці «місто Гарячий Ключ» Краснодарського краю Росії. Входить до складу Саратовського сільського округу. Хутір розташований на лівому березі річки Псекупс, 17 км на північ від міста Гарячий Ключ, на кордоні з республікою Адигея.

## Військовий полігон «Молькіно»
На захід від хутора знаходиться військовий полігон «Молькіно», відомий тим що він використовується для підготовки російських військових та бойовиків ДНР/ЛНР для війни проти України. Також на полігоні здійснюється підготовка найманців «ПВК Вагнера».